# 雨果·洛里斯
雨果·洛里斯（法語：Hugo Lloris，1986年12月26日—），出生於法國尼斯，是一名法國職業足球員，司職守門員，現效力美國職業足球大聯盟俱樂部FC洛杉磯，曾任法國國家足球隊隊長。

## 生平

### 俱樂部
其球員生涯開始于家鄉球隊尼斯。其首場正式比賽乃是2005年10月25日一場法國聯賽盃比賽。當時尼斯勝2-0。他在2008年夏季以850萬歐元的轉會費轉會里昂，甫加盟第一季已上陣35場聯賽，成為里昂隊的主力守門員。
2012年熱刺俱樂部在官網上宣布，25歲的法國國門洛里斯正式加盟。里昂方面確認洛里斯的轉會費為1000萬外加500萬歐的浮動條款，簽約4年。
2014年7月托特納姆熱刺俱樂部宣布與洛里斯續約五年，直到2019年。
2015年8月洛里斯被總教練指名為熱刺新任隊長。
2023年12月30日，洛里斯宣布与美国职业足球大联盟俱樂部FC洛杉磯签约，合同期为2024赛季，并有续约两年的选項。

### 國家隊
2008年洛里斯正式入選國家隊。其首場國際賽乃2008年11月19日對烏拉圭的友誼賽，當時互交白卷。
2012年2月28日，洛里斯正式成為法國國家隊隊長。
2017年6月2日法國5-0大勝巴拉圭的友誼賽中，洛里斯正式超越成為代表法國出賽最多次的守門員。
洛里斯在2018年世界盃小組賽1-0零封秘魯的比賽中完成國家隊百場出賽。在面對烏拉圭與比利時的比賽中也多次勇救險球，並帶領法國隊再次舉起大力神杯。
2021年5月18日，洛里斯入选法国队参加2020年欧洲國家盃。
2023年1月9日，洛里斯宣布從國家隊退役。

## 榮譽

### 國家隊
- 歐洲U-19足球錦標賽冠軍：2005年
- 國際足總世界盃冠軍：2018年
- 國際足總世界盃亚军: 2022年

### 球會
里昂
- 法國盃冠軍：2011-12
- 法國超級盃冠軍：2012

 洛杉磯FC
- 美國公開盃冠軍：2024[6]

### 個人
- 法甲年度最佳阵容：2008-09、2009-10、2011-12
- 法甲年度最佳門將：2008-09、2009-10、2011-12
- UNFP每月最佳球員：2008年4月、2009年9月
- 法國榮譽軍團勳章騎士級：2018年

## 外部連結
- Hugo Lloris （页面存档备份，存于） at tottenhamhotspur.com
- Hugo Lloris – FIFA國際賽競賽紀錄 (存檔)
- 足球数据库：雨果·洛里斯的球员统计数据
- espnfc Profile （页面存档备份，存于）